# Alfred Achhammer
Alfred Achhammer (* 10. Oktober 1928; † unbekannt) war ein deutscher Fußballspieler.

## Sportlicher Werdegang
Achhammer schloss sich 1944 dem 1. FC Nürnberg an, für den der Abwehrspieler zwischen 1947 und 1949 in fünf Partien der Oberliga Süd zum Einsatz kam. 1950 wechselte er gemeinsam mit Reinhold Felleiter, der als Ersatztorhüter ebenso kaum zu Spielzeit in der obersten Liga gekommen war, in die neu geschaffene II. Division Süd, wo sie beim FC Bayern Hof anheuerten. Nach anfänglichen Mittelfeldplätzen spielte der Klub in der Spielzeit 1952/53 um den Aufstieg, verpasste aber im Endspurt unter anderem durch eine 0:1-Niederlage gegen KSV Hessen Kassel im direkten Duell vor 16000 Zuschauer als Tabellenvierter der Sprung in die Oberliga. In der folgenden Saison gelang zwar der dritte Platz. Achhammers Mannschaft wies jedoch elf Punkte Rückstand auf das punktgleiche Aufsteigerduo TSV Schwaben Augsburg und SSV Reutlingen 05 auf. Wie lange er noch für den Klub anschließend auflief ist unklar – er gehörte jedoch nicht mehr der Mannschaft an, die unter Trainer Alfred Hoffmann am Ende der Spielzeit 1958/59 hinter den Stuttgarter Kickers als Vizemeister den Erstligaaufstieg schaffte.